# Mesometrio
Nell'anatomia femminile il  Mesometrio è una parte del legamento largo dell'utero. Il termine deriva dal greco  meso (medio, mezzo) e  "μήτρα", utero.

## Anatomia
Si ritrova fra il margine laterale dell'utero e il bacino vicino al mesosalpinge.